# Sergio Juste
Sergio Juste Marín (Tarragona, 12 januari 1992) is een Spaans profvoetballer. Hij speelt als verdediger bij CE L'Hospitalet.

## Clubvoetbal
Juste speelde tot 2009 in de jeugdopleiding van FC Barcelona. Vervolgens werd hij gecontracteerd door Gimnàstic de Tarragona, waar de verdediger in juni 2009 zijn debuut in het eerste elftal maakte tegen SD Eibar in de Segunda División A. In het seizoen 2009/2011 speelde Juste op huurbasis voor Pobla de Mafumet CF. Na de degradatie van Gimnàstic in 2012 naar de Segunda División B, keerde Juste terug bij FC Barcelona om voor het tweede elftal te gaan spelen. Diverse zware blessures zorgden ervoor dat Juste pas in mei 2014 zijn eerste wedstrijd voor Barça B speelde. In het seizoen 2014/2015 was hij aanvoerder. In 2016 vertrok Juste naar CE L'Hospitalet.

### Statistieken
| Seizoen         | Club                   | Competitie         | Competitie | Competitie | Beker | Beker | Supercup | Supercup | Europa | Europa | Totaal | Totaal |
| Seizoen         | Club                   | Competitie         | Wed.       | Dlp.       | Wed.  | Dlp.  | Wed.     | Dlp.     | Wed.   | Dlp.   | Wed.   | Dlp.   |
| --------------- | ---------------------- | ------------------ | ---------- | ---------- | ----- | ----- | -------- | -------- | ------ | ------ | ------ | ------ |
| 2012-2013       | Gimnàstic de Tarragona | Segunda División A | 24         | 0          | 1     | 0     | —        | —        | —      | —      | 25     | 0      |
| 2013-2014       | FC Barcelona B         | Segunda División A | 1          | 0          | 0     | 0     | —        | —        | —      | —      | 1      | 0      |
| 2014-2015       | FC Barcelona B         | Segunda División A | 16         | 0          | 0     | 0     | —        | —        | —      | —      | 16     | 0      |
| 2015-2016       | FC Barcelona B         | Segunda División B | 5          | 0          | 0     | 0     | —        | —        | —      | —      | 5      | 0      |
| Carrière totaal | Carrière totaal        | Carrière totaal    | 46         | 0          | 1     | 0     | 0        | 0        | 0      | 0      | 47     | 0      |

## Nationaal elftal
Juste werd in 2011 door bondscoach Johan Cruijff geselecteerd voor de wedstrijd van het Catalaans elftal tegen Tunesië.